# Nemcovce (Bardejov)
Nemcovce (in ungherese Tapolynémetfalu, in tedesco Deutschendorf an der Töpl) è un comune della Slovacchia facente parte del distretto di Bardejov, nella regione di Prešov.

## Storia
Il villaggio venne fondato da coloni tedeschi nel 1427. All'epoca la giustizia veniva impartita secondo il diritto germanico. Fino al XIV secolo appartenne alla Signoria di Kučín per poi passare ai Perényi e quindi, nel 1622 ai Rákóczi.